# Domènec Sesmilo i Rius
Domènec Sesmilo i Rius (Barcelona, 15 de juliol de 1942 - 24 de desembre de 2018) fou un polític català.

## Biografia
Treballà com a aparellador i el 1976 s'afilià a UDC, partit en el qual ha estat conseller nacional des de 1977, secretari general executiu (1978-79), secretari d'organització fins a 1992 i secretari de relacions polítiques del Comitè de Govern. Ha estat també director general de Promoció Educativa de la Generalitat de Catalunya i membre del Consell Català de l'Ensenyament de 1977 a 1985.
Fou elegit diputat per CiU a les eleccions al Parlament de Catalunya de 1984, 1988, 1992, 1995 i 1999. Fou membre de la Comissió de Control de la Corporació Catalana de Ràdio i Televisió (1984-2003) i vicepresident primer del Parlament de Catalunya el 1995-1995 i designat senador per CiU en representació del Parlament de Catalunya el 1999-2003.
Ha estat fundador i primer president de la Unió de Treballadors, vicepresident de la Unió Europea de Treballadors Democratacristians al congrés celebrat a Roma el 1997 i president del CEEFT (Centre d'Estudis Europeus per la Formació dels Treballadors). En nom d'UDC, el 1998 va signar la Declaració de Barcelona amb el Bloc Nacionalista Gallec, el Partit Nacionalista Basc i Convergència Democràtica de Catalunya.
No es va presentar a les eleccions al Parlament de Catalunya de 2003. Des d'aleshores ha estat president de l'Agència de Qualitat d'Internet, membre del Consell de l'Audiovisual de Catalunya des del 2004.

## Obres
- Viatge perdut en records pallaresos (1983)
- El paper dels democristians en la construcció europea (1998)
- La societat comunitària (2000)
- Saba nova (2007)
- La casa de l'indiano (2010)